# Moosbach, Bayern
Moosbach är en köping (Markt) i Landkreis Neustadt an der Waldnaab i Regierungsbezirk Oberpfalz i förbundslandet Bayern i Tyskland.